# غرانت جينينغز
غرانت جينينغز هو لاعب هوكي الجليد كندي، ولد في 5 مايو 1965 في Hudson Bay, Saskatchewan ‏ في كندا.

## وصلات خارجية
- غرانت جينينغز على موقع دوري الهوكي الوطني (الإنجليزية)
- غرانت جينينغز على موقع قاعة مشاهير الهوكي (لاعب أن.إتش.أل) (الإنجليزية)
- غرانت جينينغز على موقع EliteProspects.com (الإنجليزية)
- غرانت جينينغز على موقع HockeyDB.com (الإنجليزية)
- غرانت جينينغز على موقع Hockey-Reference.com (الإنجليزية)